# Michèle Torr
Michèle Torr (Pertuis, 7 de abril de 1947) é uma cantora francesa.
Começou a sua carreira musical em 1963, com a canção   "Dans mes bras, oublie ta peine", que foi um grande sucesso em França. Contudo, a partir de então não teve muito sucesso até finais dos anos 1970, principalmente com canções como J'aime, Une petite française e J'en appelle á la tendresse.
Participou por duas vezes no Festival Eurovisão da Canção, em 1966 com a canção "Ce soir, je t'attendais" pelo  Luxemburgo e em 1977 pelo Mónaco, com a canção "Une petite française"

## Discografia
- 1964 : Dans mes bras oublie ta peine
- 1965 : Dis- moi maintenant
- 1966 : Ce soir, je t'attendais
- 1970 : Tous les oiseaux reviennent
- 1974 : un disque d'amour
- 1976 : Je m'appelle Michèle
- 1976 : Jezebel
- 1977 : Une petite française
- 1977 : J'aime
- 1978 : Emmène- moi danser ce soir
- 1979 : Chanson inédite
- 1980 : Lui
- 1981 : J'en appelle á la tendresse
- 1982 : Olympia 83
- 1983 : Midnight Blue en Irlande
- 1983 : Adieu
- 1984 : Donne-moi la main, donne-moi l'amour
- 1986 : Je t'aime encore
- 1986 : Qui ?
- 1987 : Chanson de toujours
- 1987 : I remenber you
- 1988 : Je t'avais rapporté
- 1989 : Argentina
- 1991 : Vague á l'homme
- 1993 : A mi vi
- 1993 : Olé Olé
- 1995 : À nos beaux jours (country music em francês)
- 1997 : Seule
- 2002 : Donner
- 2003 : Michèle Torr chante Piaf
- 2006 : La louve
- 2008 : Ces années -lá. (compilação)